# Sənan Süleymanov
Sənan Əmrah oğlu Süleymanov (ur. 15 grudnia 1996) – azerski zapaśnik walczący w stylu klasycznym. Olimpijczyk z Paryża 2024, gdzie zajął piąte miejsce w kategorii do 77 kg. Wicemistrz świata w 2021 i 2023 roku. 
Mistrz Europy w 2020 i trzeci w 2021 i 2022. Wicemistrz igrzysk solidarności islamskiej w 2021. Drugi w Pucharze Świata w 2022, a także zajął 21. miejsce w zawodach indywidualnych w 2020. 
Wicemistrz świata U-23 w 2019. Trzeci na mistrzostwach Europy juniorów w 2016, a także MŚ i ME kadetów w 2012 roku.